# Diptychis geometrina
Diptychis geometrina är en fjärilsart som beskrevs av Felder 1874. Diptychis geometrina ingår i släktet Diptychis och familjen mätare. Inga underarter finns listade i Catalogue of Life.

## Bildgalleri

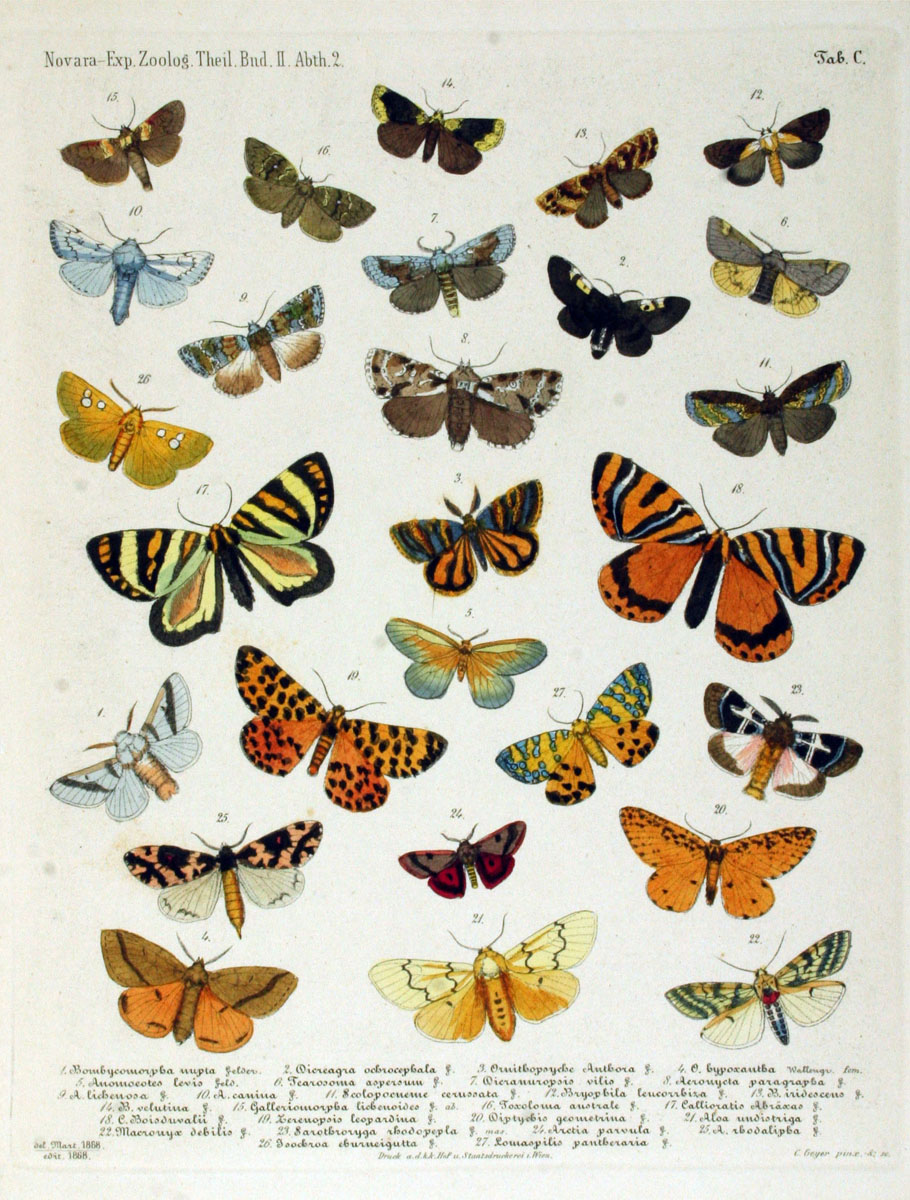